# Les Chevaliers teutoniques
Cet article concerne le roman historique. Pour le film, voir Les Chevaliers teutoniques (film).
Les Chevaliers Teutoniques (titre original : Krzyżacy) est un roman historique d'Henryk Sienkiewicz publié en 1900, après avoir paru sous forme de roman-feuilleton dans le journal Tygodnik Illustrowany de 1897 à 1899. Traduit dans vingt-cinq langues, il a connu un succès public immédiat et a été le premier roman édité en Pologne après la Seconde Guerre mondiale. Il a pour cadre la Pologne du Moyen Âge et son action s'étale de 1399 à 1410.
En France, le roman est paru pour la première fois en 1901 sous le titre Les Chevaliers de la Croix. La réédition de 1985 porte le titre Pour l'honneur et pour la croix.

## Résumé

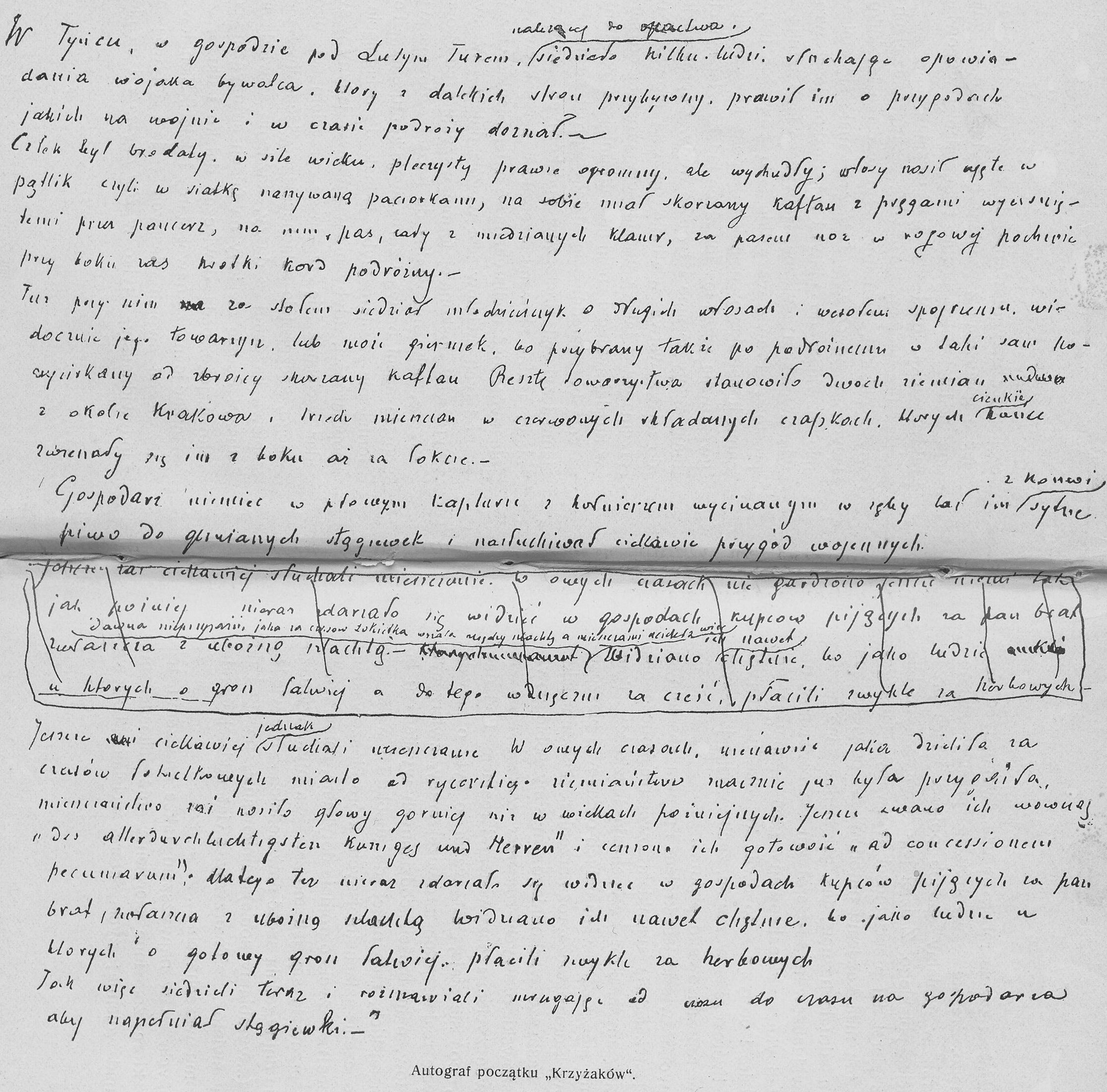
Copie de la première page du manuscrit des Chevaliers teutoniques.

Zbyszko de Bogdaniec, un jeune et impétueux chevalier polonais, voyage avec son oncle Mathieu sur la route de Cracovie quand il rencontre et tombe immédiatement amoureux de la jeune Danusia, suivante de la duchesse Anne de Mazovie et fille du célèbre Jurand de Spychow, terrible ennemi des chevaliers teutoniques. Emporté par le serment qu'il a fait à Danusia de lui ramener des trophées venant de chevaliers teutoniques, responsables de la mort de la mère de la jeune fille, il s'en prend inconsidérément à Kuno von Lichtenstein, ambassadeur de l'Ordre teutonique. Zbyszko est alors emprisonné et sur le point d'être exécuté quand il est sauvé par l'intervention de Danusia, qui le revendique pour sien au nom d'une ancienne tradition.
Zbyszko et son oncle repartent chez eux rebâtir le manoir familial et le jeune chevalier suscite l'intérêt de la belle Jagienka. Mais, fidèle à sa promesse, il repart quelque temps plus tard pour se marier avec Danusia. Peu après, un groupe de chevaliers teutoniques, qui cherchent à se venger des humiliations répétées que leur a fait subir Jurand de Spychow, enlève la jeune femme. Zbyszko commence alors une longue quête pour retrouver son épouse.

## Commentaires
Écrit à l'époque où la plus grande partie de la Pologne était sous domination russe puis allemande, ce roman a pour but de réveiller le sentiment patriotique des Polonais tout en évitant un trop grand manichéisme. Il se distingue aussi par sa précision historique, retranscrivant avec justesse la société polonaise de l'époque, non seulement celle de la noblesse, mais aussi celle du peuple, et décrivant l'ascension de la dynastie des Jagellon. Mais c'est avant tout un roman épique, dans la lignée de ceux de Walter Scott, qui mêle des personnages et évènements historiques (notamment le récit de la bataille de Grunwald) à la quête tragique du héros principal de l'œuvre.

## Adaptations
Le roman a été adapté au cinéma, sous le même titre, en 1960 par Aleksander Ford et a connu à l'époque un grand succès commercial, aussi bien en Pologne qu'à l'étranger, malgré des critiques peu enthousiastes.

## Éditions en français

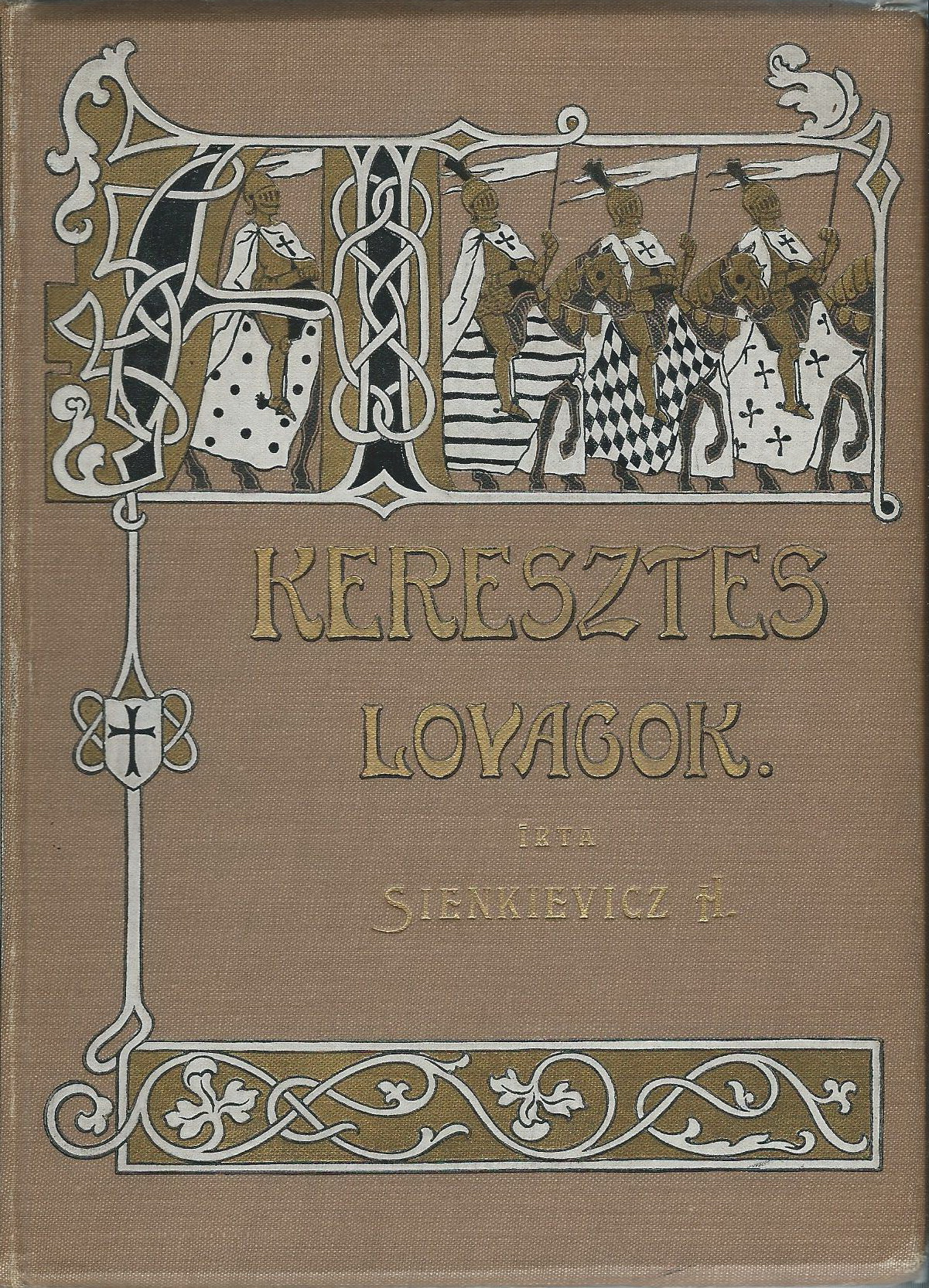
Reliure de Gottermayer

- 1901 : Les Chevaliers de la Croix[2], Henryk Sienkiewicz. Traduit par Maurice R. Skalski, Paris : P. Lamm, 374 p.

- 1905 : Les Chevaliers teutoniques, roman héroïque[8], Henryk Sienkiewicz. Traduction par le comte Antoni Wodzinski et Bronisław Kozakiewicz, préface de J.-H. Rosny ; Paris : E. Fasquelle, 427 p.

- 1975 : Les Chevaliers teutoniques[9], Henryk Sienkiewicz. Traduit par Jean Nittman ; collection : « Bibliothèque Marabout » no 557 ; Paris, Verviers : Gérard & Cie, 436 p.

- 1985 : Les Chevaliers teutoniques[10], Henryk Sienkiewicz. Traduit par Jacques de France de Tersant et Joseph-André Teslar ; introduction, commentaires et index par Daniel Mortier ; Paris : Presses Pocket, collection : « Grands romans historiques » , 2 vol. no 2385, no 2387 ; 472 et 534 p.   (ISBN 2-86553-042-6)

- 1985 : Pour l'honneur et pour la Croix [3], Henryk Sienkiewicz. Traduit par le comte Antoni Wodzinski et Bronisław Kozakiewicz ; Paris : J.-C. Godefroy, 440 p.   (ISBN 2-86553-042-6). Réédition en 2013 :  (ISBN 978-2-86553-250-6).

- 2002 : Les Chevaliers teutoniques[11], Henryk Sienkiewicz. Traduit par Jean Nittman, collection : « Littérature étrangère » ; Paris : Parangon, 357 p.   (ISBN 2-84190-086-X)

## Galerie

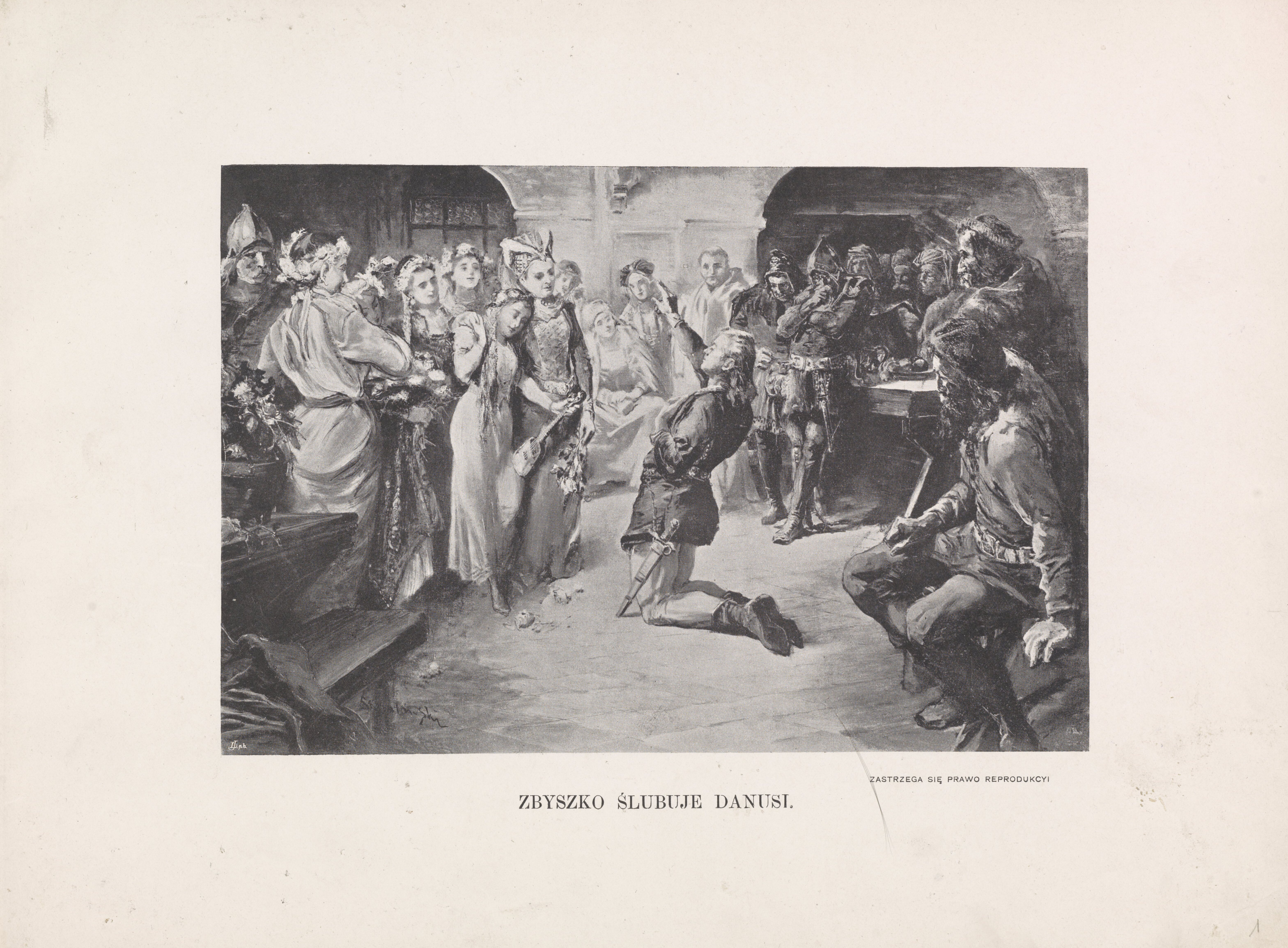
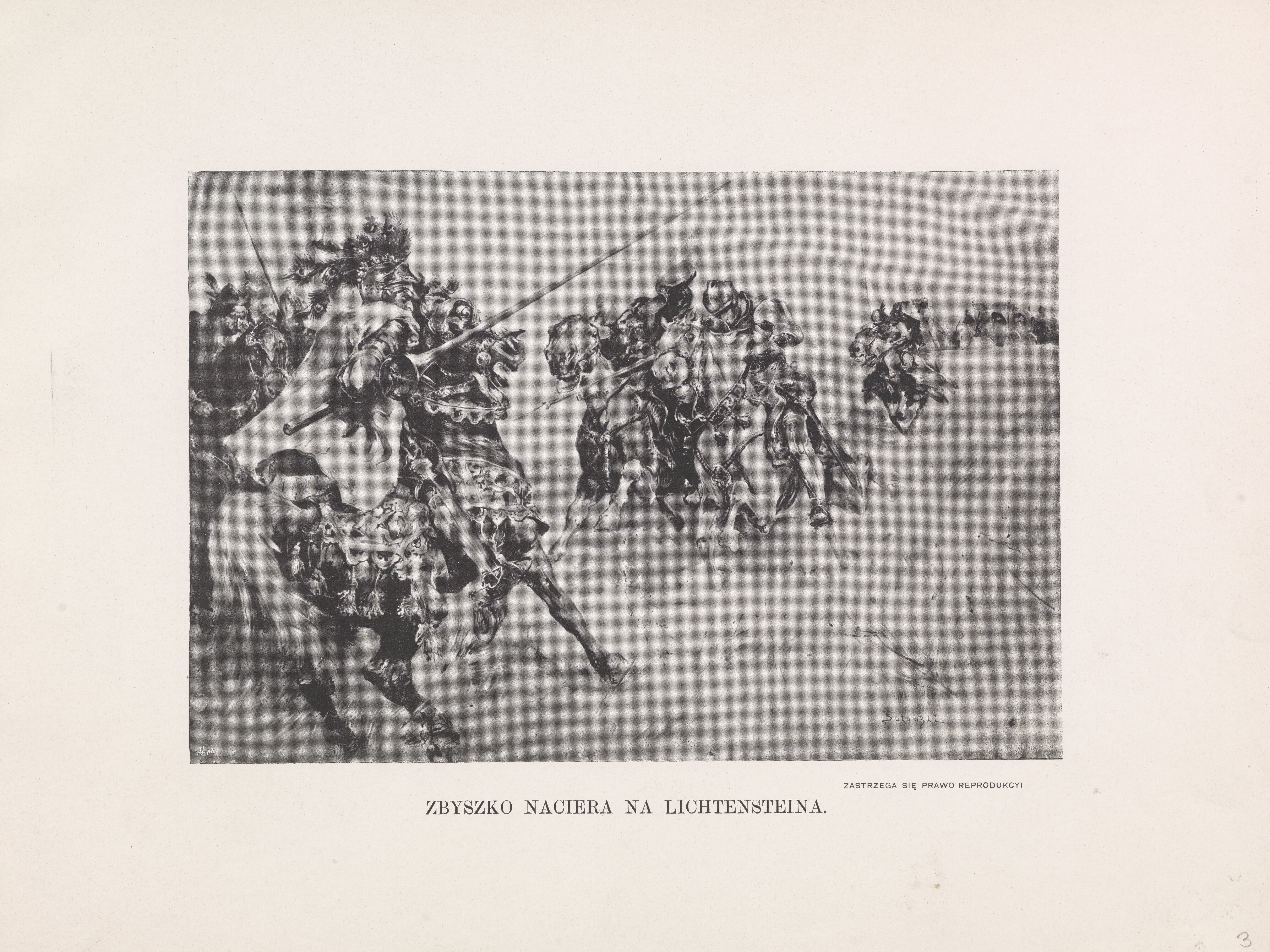
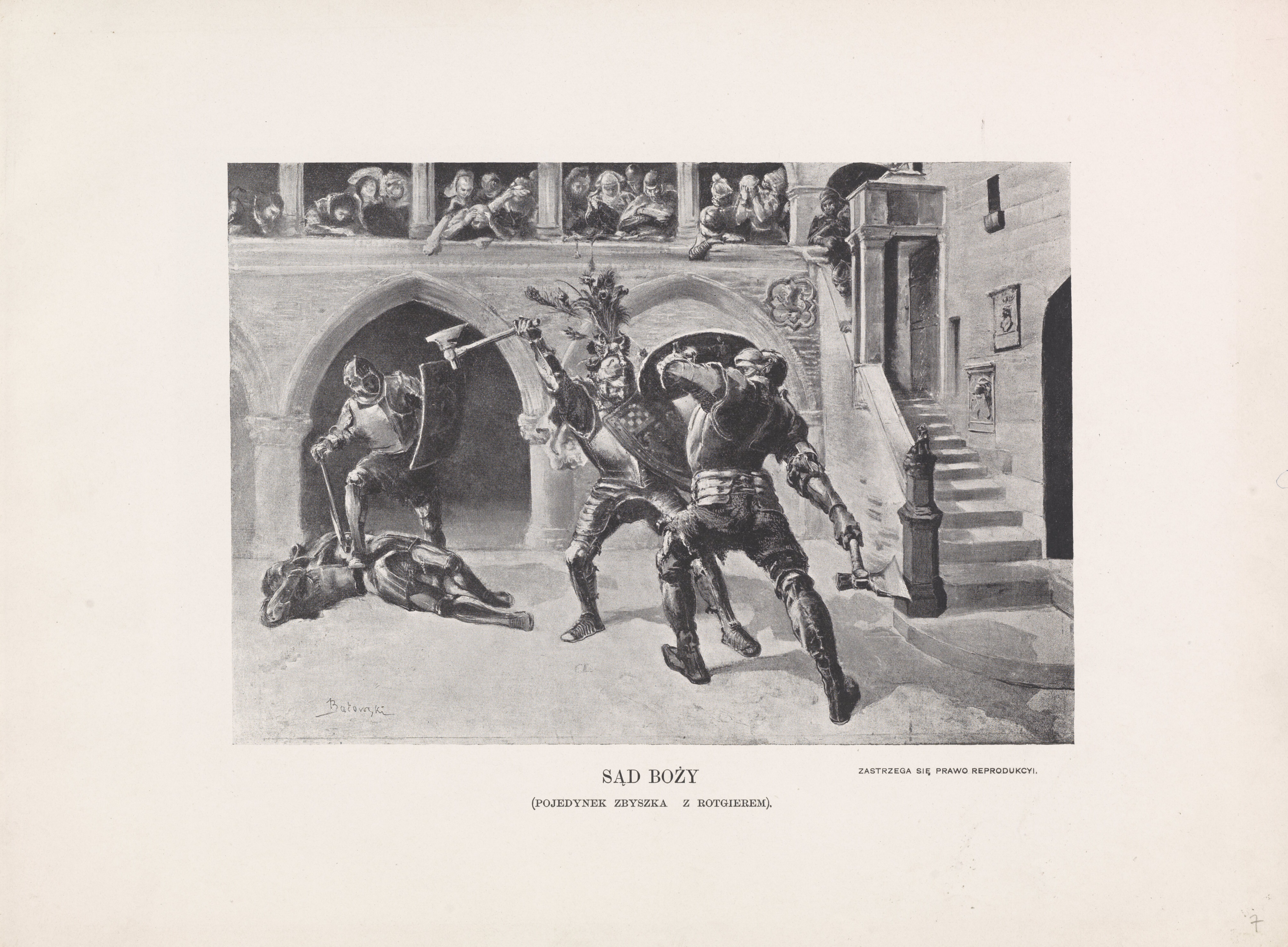
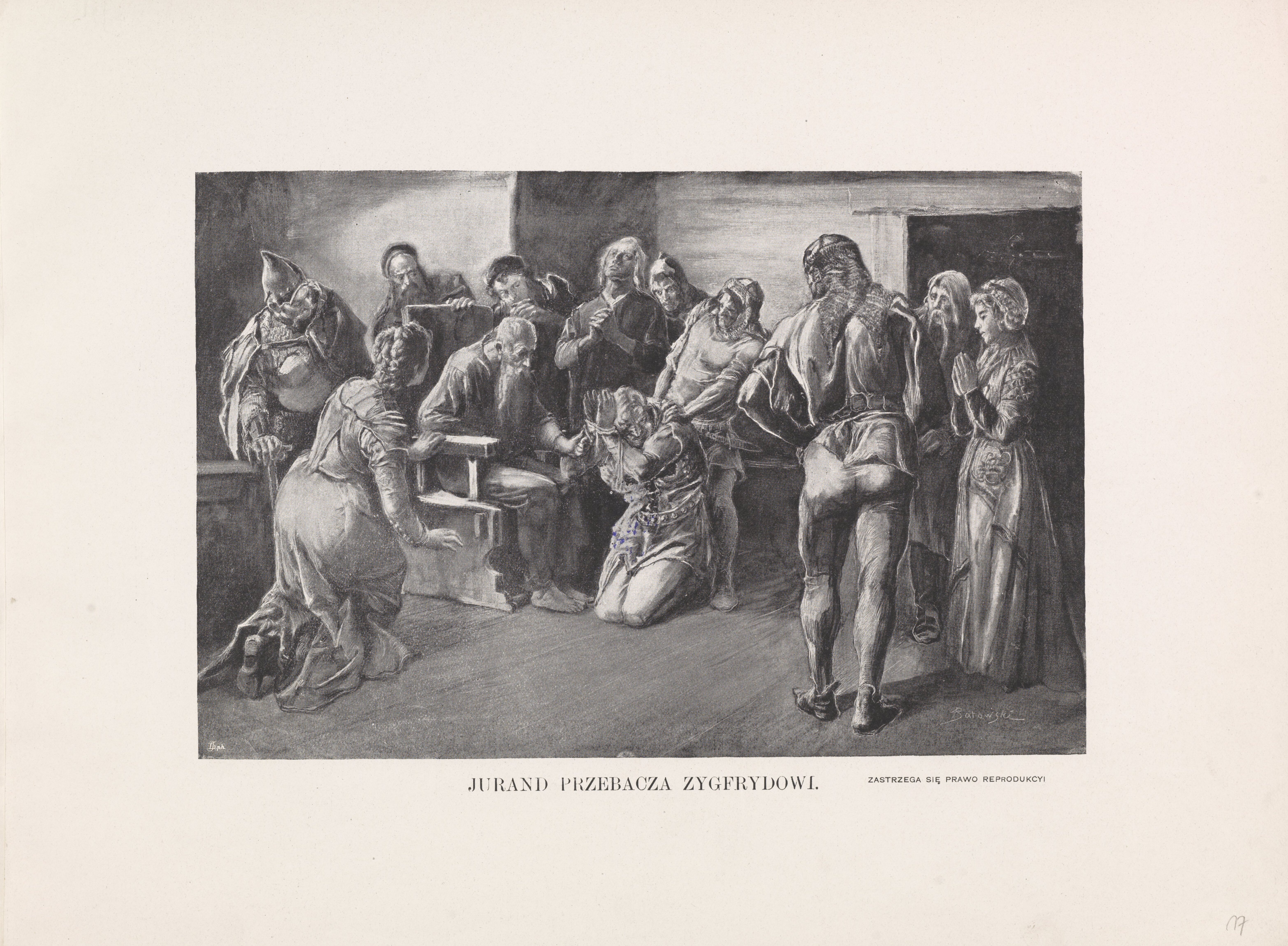